# Belgique-Pays-Bas en rugby à XV
Cet article présente l'historique des confrontations entre l'équipe de Belgique et l'équipe des Pays-Bas en rugby à XV. Les deux équipes se sont affrontées à cinquante-deux reprises. Les Pays-Bas ont remportés 20 de ces rencontres, contre 28 pour la Belgique, pour 4 nuls.

## Historique
Le 3 mai 2008, la Belgique inflige une sévère défaite 51 à 3 aux Pays-Bas à Bruxelles lors d'un match de Division 2A du Championnat européen des nations.
En février 2012, les Pays-Bas s'inclinent lourdement 58 à 3 contre les Belges dans le cadre de la Division 1B du Championnat européen des nations.
En mai 2021, les Pays-Bas battent la Belgique 23 à 21 à Waterloo, à la suite d'une pénalité tardive inscrite par David Weersma à la 77e minute, lors d'un match de barrage, de ce fait la Belgique est reléguée en division Trophy du Championnat international d'Europe pour l'édition suivante, tandis que les Pays-Bas sont promus en Championship pour la première fois depuis dix-neuf ans. C'est la première victoire des Pays-Bas contre cet adversaire depuis plus de dix ans,.

## Les confrontations
Voici la liste des confrontations entre ces deux équipes :
| No | Date              | Lieu                                   | Match               | Score   | Compétition                           |
| -- | ----------------- | -------------------------------------- | ------------------- | ------- | ------------------------------------- |
| 1  | juillet 1930      | Bruxelles Belgique                     | Belgique – Pays-Bas | 11 – 0  | Test match                            |
| 2  | juillet 1930      | La Haye Pays-Bas                       | Pays-Bas – Belgique | 0 – 6   | Test match                            |
| 3  | juillet 1932      | Amsterdam Pays-Bas                     | Pays-Bas – Belgique | 6 – 6   | Test match                            |
| 4  | juillet 1933      | Wilrijk Belgique                       | Belgique – Pays-Bas | 5 – 14  | Test match                            |
| 5  | juillet 1934      | Utrecht Pays-Bas                       | Pays-Bas – Belgique | 6 – 3   | Test match                            |
| 6  | juillet 1935      | Anvers Belgique                        | Belgique – Pays-Bas | 6 – 8   | Test match                            |
| 7  | 15 octobre 1937   | Stade Jean-Bouin, Paris France         | Belgique – Pays-Bas | 20 – 3  | Tournoi européen                      |
| 8  | juillet 1938      | La Haye Pays-Bas                       | Pays-Bas – Belgique | 8 – 28  | Test match                            |
| 9  | juillet 1939      | Anvers Belgique                        | Belgique – Pays-Bas | 23 – 6  | Test match                            |
| 10 | juillet 1945      | Bussum Pays-Bas                        | Pays-Bas – Belgique | 9 – 6   | Test match                            |
| 11 | juillet 1946      | Bruxelles Belgique                     | Belgique – Pays-Bas | 13 – 3  | Test match                            |
| 12 | juillet 1947      | Bruxelles Belgique                     | Belgique – Pays-Bas | 9 – 6   | Test match                            |
| 13 | juillet 1947      | Bussum Pays-Bas                        | Pays-Bas – Belgique | 3 – 6   | Test match                            |
| 14 | juillet 1947      | Bussum Pays-Bas                        | Pays-Bas – Belgique | 5 – 3   | Test match                            |
| 15 | juillet 1948      | Louvain Belgique                       | Belgique – Pays-Bas | 9 – 0   | Test match                            |
| 16 | juillet 1948      | Bruxelles Belgique                     | Belgique – Pays-Bas | 6 – 6   | Test match                            |
| 17 | juillet 1949      | Amsterdam Pays-Bas                     | Pays-Bas – Belgique | 3 – 6   | Test match                            |
| 18 | juillet 1949      | Bruxelles Belgique                     | Belgique – Pays-Bas | 15 – 5  | Test match                            |
| 19 | juillet 1952      | Bruxelles Belgique                     | Belgique – Pays-Bas | 9 – 0   | Test match                            |
| 20 | juillet 1956      | Bruxelles Belgique                     | Belgique – Pays-Bas | 12 – 14 | Test match                            |
| 21 | juillet 1965      | Ryswick Pays-Bas                       | Pays-Bas – Belgique | 14 – 3  | Test match                            |
| 22 | 27 mars 1966      | Bruxelles Belgique                     | Belgique – Pays-Bas | 9 – 3   | Coupe européenne                      |
| 23 | juillet 1968      | Bruxelles Belgique                     | Belgique – Pays-Bas | 9 – 14  | Test match                            |
| 24 | 30 mars 1969      | Bruxelles Belgique                     | Belgique – Pays-Bas | 9 – 5   | Coupe européenne                      |
| 25 | juillet 1977      | Hilversum Pays-Bas                     | Pays-Bas – Belgique | 17 – 4  | Test match                            |
| 26 | 1er décembre 1978 | Hilversum Pays-Bas                     | Pays-Bas – Belgique | 10 – 3  | Trophée européen                      |
| 27 | juillet 1982      | Visé Belgique                          | Belgique – Pays-Bas | 10 – 19 | Test match                            |
| 28 | juillet 1982      | Beek Belgique                          | Belgique – Pays-Bas | 13 – 9  | Test match                            |
| 29 | 5 novembre 1983   | Hilversum Pays-Bas                     | Pays-Bas – Belgique | 6 – 6   | Trophée européen                      |
| 30 | 24 mars 1985      | Hilversum Pays-Bas                     | Pays-Bas – Belgique | 15 – 3  | Trophée européen                      |
| 31 | 16 mars 1986      | Termonde Belgique                      | Belgique – Pays-Bas | 0 – 11  | Trophée européen                      |
| 32 | 8 mars 1987       | Hilversum Pays-Bas                     | Pays-Bas – Belgique | 10 – 8  | Trophée européen                      |
| 33 | 25 octobre 1987   | Hilversum Pays-Bas                     | Pays-Bas – Belgique | 15 – 20 | Trophée européen                      |
| 34 | 25 octobre 1988   | Liège Belgique                         | Belgique – Pays-Bas | 27 – 9  | Trophée européen                      |
| 35 | 1er novembre 1989 | Ciudad Universitaria, Madrid Espagne   | Belgique – Pays-Bas | 12 – 32 | Qualifications pour la Coupe du monde |
| 36 | 23 mars 1991      | Bruxelles Belgique                     | Belgique – Pays-Bas | 15 – 12 | Trophée européen                      |
| 37 | 23 novembre 1991  | Bois-le-Duc Pays-Bas                   | Pays-Bas – Belgique | 9 – 9   | Trophée européen                      |
| 38 | 12 novembre 1994  | Bruxelles Belgique                     | Belgique – Pays-Bas | 10 – 0  | Tournoi préliminaire                  |
| 39 | 18 avril 1998     | Bruxelles Belgique                     | Belgique – Pays-Bas | 16 – 19 | Qualifications pour la Coupe du monde |
| 40 | 10 janvier 2001   | Waterloo Belgique                      | Belgique – Pays-Bas | 8 – 0   | Test match                            |
| 41 | 22 février 2003   | Middelbourg Pays-Bas                   | Pays-Bas – Belgique | 25 – 32 | Test match                            |
| 42 | 17 mars 2004      | Visé Belgique                          | Belgique – Pays-Bas | 10 – 18 | Test match                            |
| 43 | 16 avril 2005     | Visé Belgique                          | Belgique – Pays-Bas | 15 – 10 | Qualifications pour la Coupe du monde |
| 44 | 19 octobre 2005   | Amsterdam Pays-Bas                     | Pays-Bas – Belgique | 20 – 8  | Test match                            |
| 45 | 5 mai 2007        | Amsterdam Pays-Bas                     | Pays-Bas – Belgique | 20 – 27 | Championnat européen                  |
| 46 | 3 mai 2008        | Bruxelles Belgique                     | Belgique – Pays-Bas | 51 – 3  | Championnat européen                  |
| 47 | 23 avril 2011     | Amsterdam Pays-Bas                     | Pays-Bas – Belgique | 18 – 30 | Championnat européen                  |
| 48 | 23 février 2012   | Stade Roi Baudouin, Bruxelles Belgique | Belgique – Pays-Bas | 58 – 3  | Championnat européen                  |
| 49 | 21 février 2015   | NRCA Stadium, Amsterdam Pays-Bas       | Pays-Bas – Belgique | 21 – 23 | Championnat européen                  |
| 50 | 20 février 2016   | Petit Heysel, Bruxelles Belgique       | Belgique – Pays-Bas | 32 – 8  | Championnat européen                  |
| 51 | 29 mai 2021       | Stade du Pachy, Waterloo Belgique      | Belgique – Pays-Bas | 21 – 23 | Championnat international (playoffs)  |
| 52 | 4 mars 2023       | NRCA Stadium, Amsterdam Pays-Bas       | Pays-Bas – Belgique | 31 – 19 | Championnat international             |
| 53 | 15 mars 2025      | NRCA Stadium, Amsterdam Pays-Bas       | Pays-Bas – Belgique | 10 – 31 | Championnat international (playoffs)  |